# Hogaraka ni ayume
Hogaraka ni ayume (朗かに歩め, Caminant amb optimisme) és una pel·lícula japonesa muda en blanc i negre, dirigida per Yasujirō Ozu i estrenada el 1930.

## Sinopsi
Kenji és un petit mafiós que s'ha enamorat de la modesta Yasue. El jove intenta assentar-se, però ho fa sense comptar amb els seus antics acòlits.

## Repartiment
- Minoru Takada: Kenji Koyama
- Hiroko Kawasaki: Yasue Sugimoto
- Nobuko Matsuzono: la germana de Yasue
- Utako Suzuki: la seva mare
- Satoko Date: Chieko
- Hisao Yoshitani: Senko
- Teruo Mori: Gunpei
- Takeshi Sakamoto: Ono

## Producció
El guió de la pel·lícula està basat en una història curta escrita pel director Hiroshi Shimizu influenciat pels models nord-americans El rodatge de va tenir lloc entre novembre 1929 i febrer 1930. Es van utilitzar nombrosos elements escenogràfics occidentals per fer la pel·lícula en un intent de mitigar qualsevol referència a l'escenari del Japó.